# Музей історії Луцького братства
Музей історії Луцького братства — єдиний музей в Україні, присвячений окремій братській організації. Його відкриття відбулось 27 вересня 2011 року на православне свято Воздвиження Чесного Хреста. Експозиція музею розміщена у приміщенні колишнього братського Хрестовоздвиженського монастиря. Спільними зусиллями його зорганізували сучасний правонаступник історичного братства — Волинське крайове братство св. ап. Андрія Первозванного і Волинський краєзнавчий музей.

## Створення Музею історії Луцького братства

### Луцьке Хрестовоздвиженське братство: історичний аспект
Луцьке Хрестовоздвиженське православне братство мирян і духовенства організаційно почало оформлятись у 1617 році. Від початку створювалось як резиденція православної світської еліти Волинського воєводства, місцем періодичного осідку якої був Луцьк — столиця краю. Пріоритетним завданням першого періоду луцькі братчики обрали відродження Української православної церкви, права якої, як і саме її існування, нівелювалися Берестейською унією. Бездержавність українців на фоні тривалого перебування в Речі Посполитій спонукала братчиків до створення власних форм етнічного самоуправління. За досить короткий час Луцьке братство перетворилось на потужну волинську суспільно-політичну, культурно-освітню, фінансово розвинену корпорацію, що мала релігійно-національне спрямування.
З переходом братських ченців у 20-х роках XVIII ст. в унію з Римом світські члени організації на якийсь час згорнули свою фінансову підтримку братства. З 40-х років XVIII ст. і до 1833 року при Хрестовоздвиженському василіанському монастирі існувало Луцьке уніатське братство.
В останній третині XIX та у міжвоєнний час XX ст. в Луцьку відновлюють спроби відродити православне історичне братство при Хрестовоздвиженській церкві, врятованій від повної руйнації після пожежі 1803 року.
Через горнило братства в Луцьку в різний час пройшли видатні постаті української історії: чернець з Афону Ісакій Борискович, архімандрит козацького Терехтемирівського монастиря Іоан Курцевич, законодатель театральної драматургії Іван-Іоаникій Волкович, козацький писар і гетьман Іван Виговський, луцько-острозькі єпископи Афанасій Пузина і Гедеон Святополк-Четвертинський, київський митрополит Діонісій Балабан, волинський парламентар Лаврентій Древинський, київська шляхтянка-фундаторка Галшка Гулевичівна, поет-сатирик Данило Братковський, іконописець Йов Кондзелевич, юрист Петро Косач, історики Орест Левицький, Іван Власовський та багато інших. Почесними членами Луцького братства вважали себе київський митрополит Петро Могила, молдавський господар Василє Лупу, митрополит Іларіон Огієнко.

### Відкриття музею
Музей історії Луцького Хрестовоздвиженського братства XVII–XXI ст. відкрито на території архітектурного комплексу Луцького братства у старовинному приміщенні колишнього братського монастиря в Луцьку на свято Воздвиження Чесного Хреста 27 вересня 2011 року. Відкриття супроводжувалось проведенням святкової літургії архієпископа Луцького і Волинського владики Михаїла у приміщені братської Хрестовоздвиженської церкви. Спільними зусиллями даний музей зорганізували Волинське крайове Братство св. ап. Андрія Первозваного та Волинський краєзнавчий музей.

### Експозиція музею
Новостворений музей є першим в Україні, присвячений окремій братській асоціації. Його фото-художня експозиція основується на найновіших розробках провідних українських істориків, історичних ілюстраціях та рідкісному архівному матеріалі. Складається з 12 тематичних розділів, в яких прослідковано еволюцію та причини виникнення братств на теренах Київської митрополії, переддень та зародження братства в Луцьку, його соціальний склад та організаційну структуру, реконструкцію суголосних часові релігійних та соціальних конфліктів. Окремо в експозиції показано розвиток найголовніших луцьких братських інституцій: церкви, шпиталю, монастиря, школи та друкарні. Ексклюзивним є картографування 30 братських об'єктів нерухомості на мапі Луцька.
Вдалими образотворчими елементами експозиції стали сучасні твори волинських малярів Володимира Жупанюка та Олександра Дишка. Авторству останнього, зокрема, належить портретна живописна галерея відомих братчиків XVII ст.
У музейних залах частково відтворено ансамбль монастирських меблів кінця XVIII–XIX ст., у вітринах демонструються оригінальні предмети церковного вжитку з колекції Волинського краєзнавчого музею.
Раритетами новоствореного музею є стародруки XVII–XIX ст. з бібліотеки Луцького братства, документи з фінансової діяльності луцьких братчиків, метричні книги Хрестовоздвиженської братської церкви XX ст. Найціннішим «експонатом» музею слід визнати автентичну інтер'єрну кладку братського монастиря. Товщина стін будівлі свідчить про її оборонний характер.
Через об'ємну схему-реконструкцію об'єктів братської нерухомості на космічному знімку сучасного Луцька відвідувачі музею мають можливість особисто «зазирнути» в історичну мікротопоніміку волинської столиці. Завдяки окремим експозиційним акцентам уперше в практиці музейних закладів Луцька відвідувачі загалом невеликого братського музею мають можливість познайомитись зі світом луцького міщанського поспільства XVII–XIX ст.
У сфері науково-популяризаторської роботи Музей історії Луцького братства пропонує серію тематичних екскурсій науково-пізнавального та патріотично-виховного спрямування та окремі лекторії з волинського краєзнавства.
Згідно з рішенням Волинської обласної ради від 26.12.2012 № 14/60 Музей історії Луцького братства з 1 січня 2013 року став відділом Волинського краєзнавчого музею.

## Розбудова музею

### Братська усипальниця (крипт)

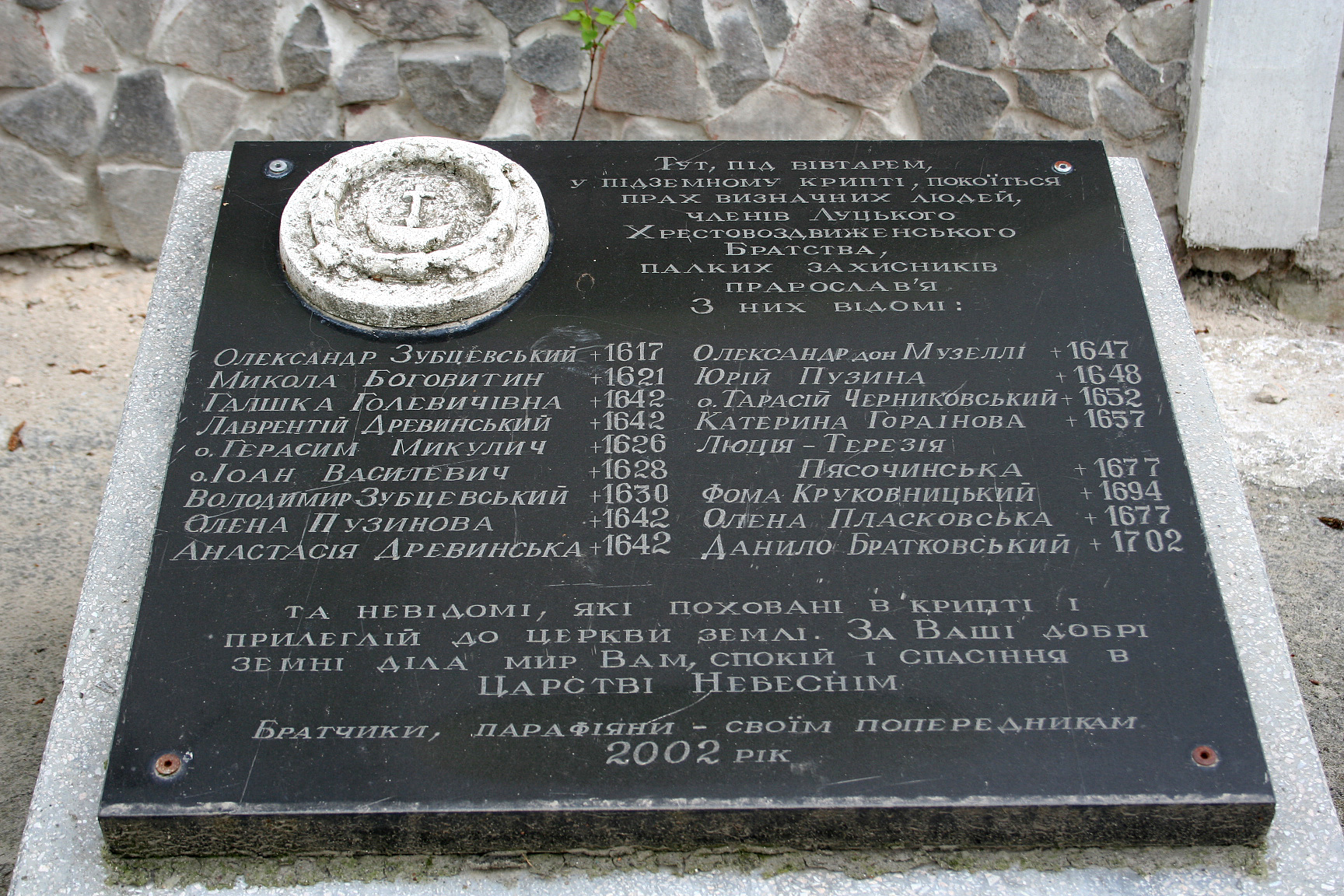

27 вересня 2012 року вранці лучани зібралися поблизу Хрестовоздвиженської церкви, щоб відкрити крипту із решками братчиків, яка стояла в руїнах понад 300 років. Відкриття та освячення некрополю здійснив митрополит Михаїл. Він відслужив панахиду по спочилих тут братчиках. Їх прах покоїться в 14 трунах під склом. При впорядкуванні некрополю виявили рештки 49 осіб. З історії до нас дійшли імена 28 перших братчиків, які заповідали себе поховати у крипті Братської церкви.
Некрополь відкритий для відвідування, тут відбуваються панахиди по спочилих братчиках, вшанування їхньої пам'яті.
Усипальниця стала продовженням експозиції музею історії Луцького братства. Слід зауважити, що і музей братства, і відновлений крипт — єдині такого роду об'єкти в Україні. Вони відкривають відвідувачам історію існування та діяльності Луцького братства. У музеї можна побачити культуру, побут та традиції братчиків, а у некрополі показано останній шлях братчиків, які заповідали себе там поховати.